# Кузьмино (Брянская область)
Кузьмино́ — посёлок в Брянском районе Брянской области, в составе Снежского сельского поселения. 
 Расположен в 1 км к западу от посёлка Путёвка, в 2 км от западной окраины Брянска, на автодороге А141. 
 Население — 1028 человек (2010).
Современное поселение возникло в начале XX века, однако пустошь Кузьмино под Брянском упоминается ещё в начале XVII века.
Посёлок Кузьмино первоначально входил в Антоновский сельсовет; с 1930-х гг. по 1970 год — в Толмачевском сельсовете, в 1970—1997 — в Мичуринском. Благодаря пригородному расположению, является одним из наиболее динамично растущих населённых пунктов области.

## Население
| Годы      | 1926 | 1979 | 1989 | 2000 | 2010 |
| --------- | ---- | ---- | ---- | ---- | ---- |
| Население | 117  | 536  | 578  | 635  | 1028 |